# Károlyi Mihály (földbirtokos)
Károlyi Mihály (?–1595) magyar földbirtokos.

## Élete
Károlyi Mihály 1594-ben új királyi adományt vitt ősi birtokaira. 
Második neje Perényi Erzsébet volt. Ettől fiai Bertalan és Péter mag nélkül haltak el. Mihály bárói rangot kapott és főispán lett. Leánya Zsuzsanna báró Esterházy Pál első neje volt, meghalt 1629-ben.